# Ödemarkens Son
Ödemarkens Son è il secondo album di Vintersorg, pubblicato nel 1999.

## Tracce
1. "När Alver Sina Runor Sjungit" (When Elves Have Sung Their Runes) – 4:47
2. "Svältvinter" (Winter of Famine) – 4:36
3. "Under Norrskenets Fallande Ljusspel" (Under the Falling Lightplay of the Aurora) – 3:54
4. "Månskensmän" (Men of Moonlight) – 5:46
5. "Ödemarkens Son" (Son of the Wilderness) – 5:17
6. "Trollbunden" (Spellbound) – 2:44
7. "Offerbäcken" (The Offering Creek) – 4:29
8. "I Den Trolska Dalens Hjärta" (In the Heart of the Trollish Valley) – 5:55
9. "På Landet" (On the Country) – 6:35

## Musicisti
- Andreas "Vintersorg" Hedlund - voce, chitarra acustica ed elettrica, basso, tastiera

### Altri musicisti
- Vargher - tastiera
- Andreas Frank - chitarra solista (tracce 1, 5, 8 e 9)
- Cia Hedmark - voce (tracce 2 e 4), violino